# Saint-Aubin-du-Thenney
Saint-Aubin-du-Thenney és un municipi francès situat al departament de l'Eure i a la regió de Normandia. L'any 2007 tenia 349 habitants.

## Demografia

### Població
El 2007 la població de fet de Saint-Aubin-du-Thenney era de 349 persones. Hi havia 127 famílies de les quals 20 eren unipersonals (12 homes vivint sols i 8 dones vivint soles), 58 parelles sense fills, 41 parelles amb fills i 8 famílies monoparentals amb fills.
La població ha evolucionat segons el següent gràfic:
Habitants censats

### Habitatges
El 2007 hi havia 222 habitatges, 135 eren l'habitatge principal de la família, 71 eren segones residències i 16 estaven desocupats. Tots els 215 habitatges eren cases. Dels 135 habitatges principals, 119 estaven ocupats pels seus propietaris, 12 estaven llogats i ocupats pels llogaters i 3 estaven cedits a títol gratuït; 2 tenien una cambra, 7 en tenien dues, 11 en tenien tres, 38 en tenien quatre i 76 en tenien cinc o més. 107 habitatges disposaven pel capbaix d'una plaça de pàrquing. A 62 habitatges hi havia un automòbil i a 62 n'hi havia dos o més.

### Piràmide de població
La piràmide de població per edats i sexe el 2009 era:
| Homes | Edats   | Dones |
| ----- | ------- | ----- |
| 0     | 95 o +  | 0     |
| 0     | 90 a 94 | 0     |
| 0     | 85 a 89 | 8     |
| 0     | 80 a 84 | 4     |
| 4     | 75 a 79 | 0     |
| 4     | 70 a 74 | 8     |
| 16    | 65 a 69 | 24    |
| 12    | 60 a 64 | 4     |
| 8     | 55 a 59 | 4     |
| 8     | 50 a 54 | 16    |
| 12    | 45 a 49 | 8     |
| 8     | 40 a 44 | 4     |
| 24    | 35 a 39 | 20    |
| 16    | 30 a 34 | 8     |
| 4     | 25 a 29 | 16    |
| 0     | 20 a 24 | 8     |
| 4     | 15 a 19 | 0     |
| 12    | 10 a 14 | 12    |
| 20    | 5 a 9   | 24    |
| 16    | 0 a 4   | 8     |

## Economia
El 2007 la població en edat de treballar era de 209 persones, 130 eren actives i 79 eren inactives. De les 130 persones actives 120 estaven ocupades (62 homes i 58 dones) i 10 estaven aturades (4 homes i 6 dones). De les 79 persones inactives 37 estaven jubilades, 20 estaven estudiant i 22 estaven classificades com a «altres inactius».

### Ingressos
El 2009 a Saint-Aubin-du-Thenney hi havia 141 unitats fiscals que integraven 347 persones, la mediana anual d'ingressos fiscals per persona era de 16.666 €.

### Activitats econòmiques
Dels 4 establiments que hi havia el 2007, 1 era d'una empresa de construcció, 1 d'una empresa d'hostatgeria i restauració, 1 d'una empresa immobiliària i 1 d'una empresa de serveis.
L'únic servei als particulars que hi havia el 2009 era un electricista.
L'any 2000 a Saint-Aubin-du-Thenney hi havia 25 explotacions agrícoles que ocupaven un total de 696 hectàrees.

## Equipaments sanitaris i escolars
El 2009 hi havia una escola maternal integrada dins d'un grup escolar amb les comunes properes formant una escola dispersa.

## Poblacions més properes
El següent diagrama mostra les poblacions més properes.